# Catananche caerulea
Espèce
Classification APG III (2009)

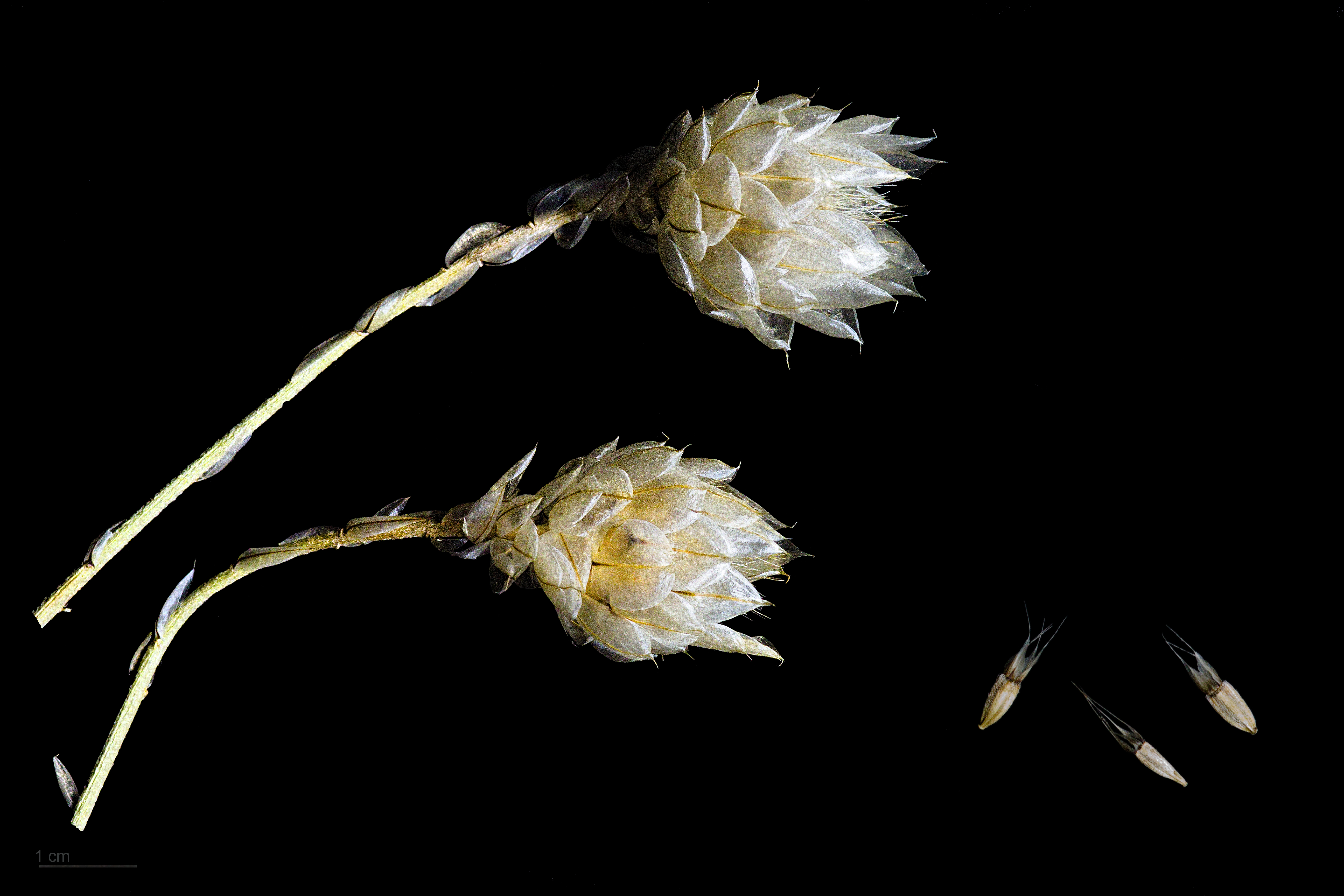
Catananche caerulea au Muséum de Toulouse.

Catananche caerulea, la Cupidone bleue ou la Catananche bleue, est une espèce de plantes à fleurs appartenant à la  famille des Astéracées. C'est plante herbacée poussant en Europe depuis l'Espagne jusqu'à l'Italie.
Elle est cultivée pour sa floraison estivale, de juin à septembre. Elle aime la chaleur, le soleil, les emplacements secs et caillouteux. Elle atteint, en moyenne, 60 cm de hauteur.

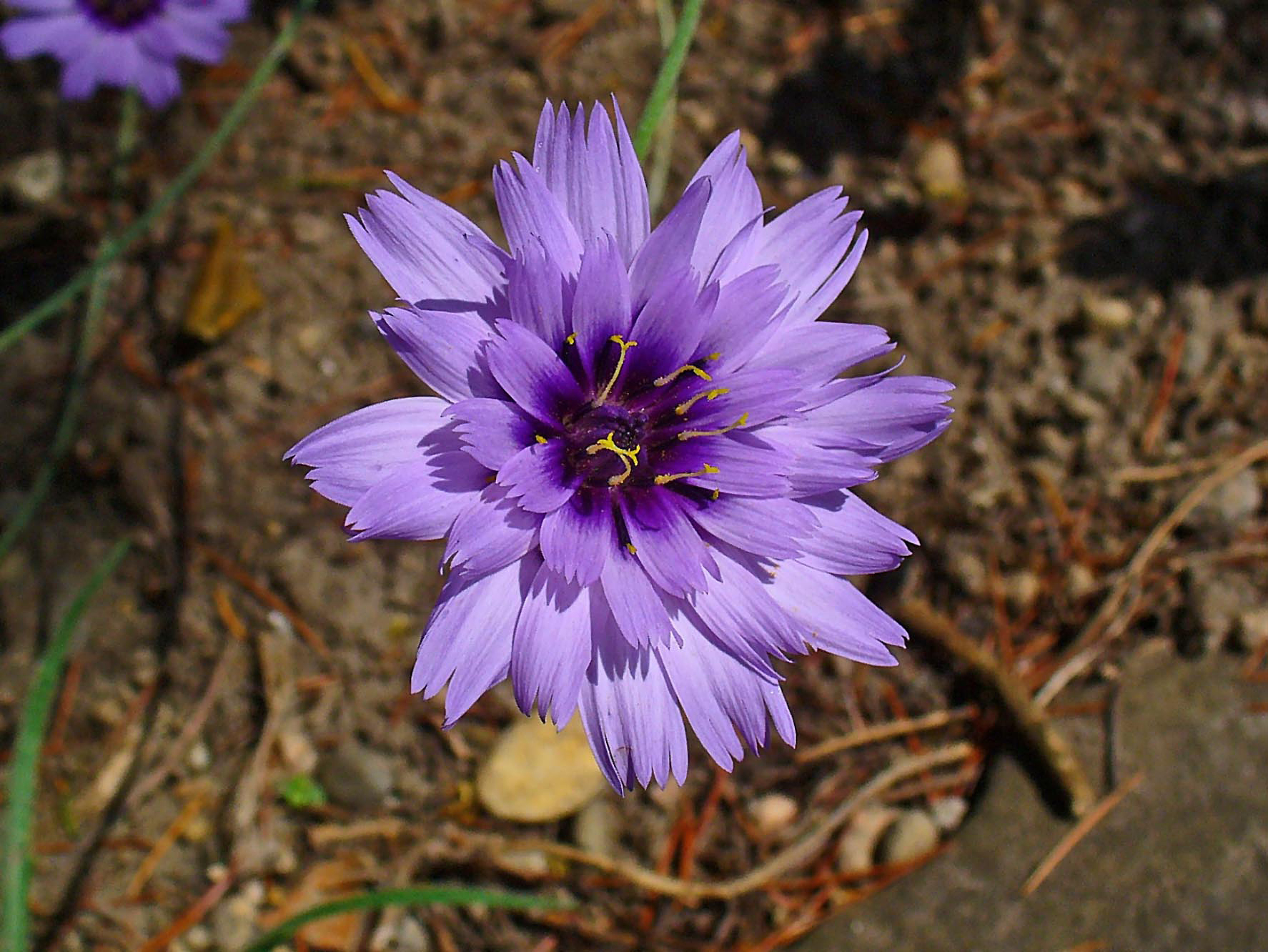
fleur.

## Répartition
Europe : Allemagne, Andorre, Espagne, France, Italie, Portugal.
Afrique du Nord : Algérie, Libye, Maroc, Tunisie.